# Sedlari, Valjevo
Sedlari (izvirno srbsko Седлари) je naselje v Srbiji, ki upravno spada pod Mesto Valjevo; slednja pa je del Kolubarskega upravnega okraja.
- Sedlari - panorama
- Sedlari - panorama
- Sedlari - panorama
- Sedlari - panorama
- Sedlari - panorama
- Sedlari - panorama
- Sedlari - panorama
- Sedlari - panorama

## Demografija
V naselju živi 1030 polnoletnih prebivalcev, pri čemer je njihova povprečna starost 36,7 let (35,9 pri moških in 37,5 pri ženskah). Naselje ima 368 gospodinjstev, pri čemer je povprečno število članov na gospodinjstvo 3,57.
To naselje je, glede na rezultate popisa iz leta 2002, večinoma srbsko.
|  |

| Demografija | Demografija     | Demografija     |
| Leto        | Št. prebivalcev | Št. prebivalcev |
| ----------- | --------------- | --------------- |
|             |                 |                 |
|             |                 |                 |
|             |                 |                 |
|             |                 |                 |
| 1948        | 597             |                 |
| 1953        | 598             |                 |
| 1961        | 771             |                 |
| 1971        | 996             |                 |
| 1981        | 1263            |                 |
| 1991        | 1069            | 1065            |
| 2002        | 1343            | 1313            |
|             |                 |                 |

| Etnična sestava po popisu iz leta 2002 | Etnična sestava po popisu iz leta 2002 | Etnična sestava po popisu iz leta 2002 | Etnična sestava po popisu iz leta 2002 | Etnična sestava po popisu iz leta 2002 |
| -------------------------------------- | -------------------------------------- | -------------------------------------- | -------------------------------------- | -------------------------------------- |
| Srbi                                   | Srbi                                   |                                        | 1.206                                  | 91,85%                                 |
| Romi                                   | Romi                                   |                                        | 82                                     | 6,24%                                  |
| Jugoslovani                            | Jugoslovani                            |                                        | 6                                      | 0,45%                                  |
| Črnogorci                              | Črnogorci                              |                                        | 1                                      | 0,07%                                  |
| Makedonci                              | Makedonci                              |                                        | 1                                      | 0,07%                                  |
| Neznano                                | Neznano                                |                                        | 13                                     | 0,99%                                  |